# Bensafrim

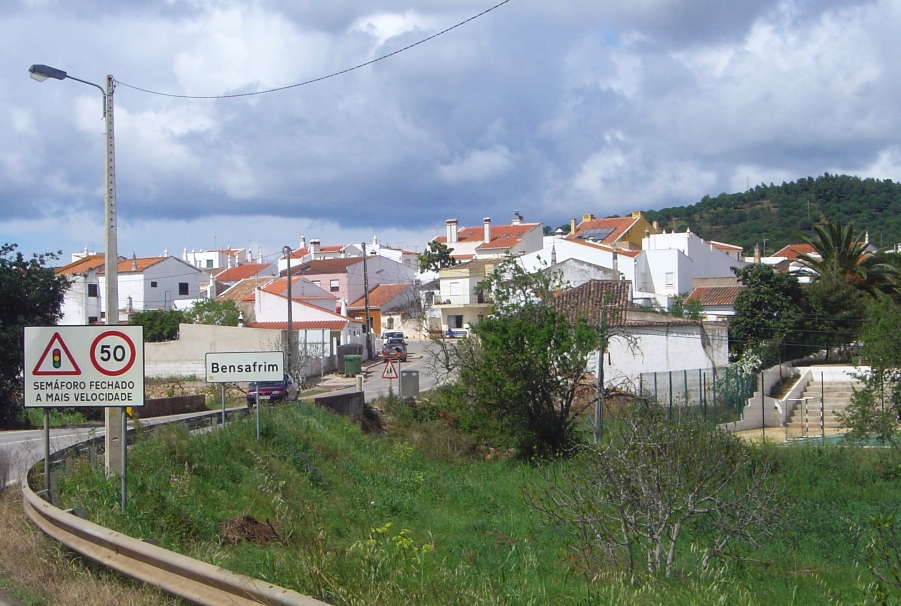
Bensafrim látképe

Bensafrim egy közösség Portugália déli részén Lagos mellett, nagyjából 1600 lakossal. Nevének eredete az arab Benassaharim szóból ered. Régebben agrárközösségként működött, ahol elsősorban ökröket és szamarakat tenyésztettek. A település 8 kilométernyire található Lagos városától. Manapság Lagos egyik elővárosi övezete. Az 1880-as évektől kezdve évente megrendezik az augusztus 25-26-án tartott búcsút. Az utóbbi években a város közelsége miatt jelentősebb építőipari beruházások kezdődtek a településen. Új teret, sportpályákat, vízműveket, orvosi rendelőt adtak át és új útburkolatot építettek ki. Bensafrim felől közvetlen ráhajtási lehetőség van az A22-es főútra. 
Templomában néhány értékesebb falfreskó látható. A település épületei hagyományosan fehér falfestéssel rendelkeznek, valamint jellegzetesen a helyi népi építészet formavilága és kivitelezése jelenik meg bennük. Mivel hosszabb ideig a Mór Birodalom területén belül volt, ezért a mór formavilág is megjelenik a helyi építészetben.

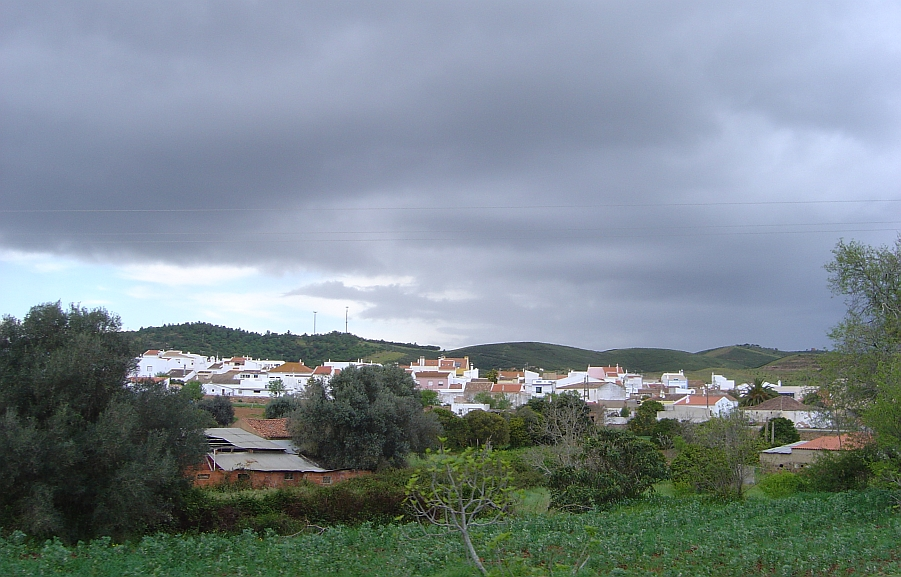

A közelében található Velha-erődöt a vaskor idején építették fel, melyet később a rómaiak is használatba vettek. Corte de Bispo mellett máig fennmaradt néhány római korból származó rom maradványa. A település területén található a vaskorból származó Cabeca do Rochedo menhir is.

## Fordítás
Ez a szócikk részben vagy egészben  a   Bensafrim című angol Wikipédia-szócikk ezen változatának fordításán alapul.  Az eredeti cikk szerkesztőit annak laptörténete sorolja fel. Ez a jelzés csupán a megfogalmazás eredetét és a szerzői jogokat jelzi, nem szolgál a cikkben szereplő információk forrásmegjelöléseként.